# Colonne (formation)
Pour les articles homonymes, voir colonne.
 (février 2023).
Si vous disposez d'ouvrages ou d'articles de référence ou si vous connaissez des sites web de qualité traitant du thème abordé ici, merci de compléter l'article en donnant les références utiles à sa vérifiabilité et en les liant à la section « Notes et références ».
La colonne dans un contexte militaire, désigne une formation des troupes en ordre serré qui s'oppose à la ligne. C'est un
ordre de bataille dit profond, où le front tenu est étroit, elle a deux emplois qui correspondent à deux buts :
- la colonne de marche, employée pour les mouvements entre deux combats, très étirée avec quelques soldats marchant de front, allant de la file indienne à quelques dizaines ;
- la colonne d'attaque ou de bataille, beaucoup plus large, et utilisée lors du combat pour favoriser le choc par rapport au feu.

Au XVIIIe siècle, une grande querelle de tacticiens opposa partisans de l'ordre mince et ceux de l'ordre profond. Les résultats des réflexions et travaux menés à ce moment fut déterminant pour l'efficacité des armées de la Révolution et de l'Empire.
Par analogie, on parle de colonne pour désigner des formations d'animaux qui ressemblent à des colonnes militaires. exemple : colonnes de manchots empereurs.